# Lalanne (Gers)
Lalanne ist eine französische Gemeinde mit 132 Einwohnern (Stand: 1. Januar 2022) im Département Gers in der Region Okzitanien. Sie gehört zum Arrondissement Condom und zum Kanton Fleurance-Lomagne.

## Lage
Sie ist umgeben von folgenden Nachbargemeinden:
| Montestruc-sur-Gers   | Fleurance                                   | Céran |
| Gavarret-sur-Aulouste | Kompassrose, die auf Nachbargemeinden zeigt |       |
|                       | Miramont-Latour                             | Pis   |

## Bevölkerungsentwicklung
| Jahr                       | 1962 | 1968 | 1975 | 1982 | 1990 | 1999 | 2008 | 2016 |
| -------------------------- | ---- | ---- | ---- | ---- | ---- | ---- | ---- | ---- |
| Einwohner                  | 90   | 85   | 86   | 65   | 62   | 91   | 114  | 141  |
| Quellen: Cassini und INSEE |      |      |      |      |      |      |      |      |